# Mateusz Bochnak
Mateusz Bochnak (Szczecin, 1998. február 11. –) lengyel labdarúgó, a Cracovia középpályása.

## Pályafutása
Bochnak a lengyelországi Szczecin városában született. Az ifjúsági pályafutását a helyi Salos Szczecin csapatában kezdte, majd a Pogoń Szczecin akadémiájánál folytatta.
2017-ben mutatkozott be a Pogoń Szczecin első osztályban szereplő felnőtt keretében. A 2018–19-es szezonban a Pogoń Siedlce csapatát erősítette kölcsönben. 2019-ben a Błękitni Stargardhoz, majd 2021-ben a Chrobry Głogówhoz igazolt. 2023. január 24-én 2½ éves szerződést kötött a Cracovia együttesével. Először a 2023. február 6-ai, Korona Kielce ellen 2–1-re elvesztett mérkőzés 87. percében, Michał Rakoczy cseréjeként lépett pályára. Első gólját 2023. március 5-én, a Śląsk Wrocław ellen hazai pályán 1–1-es döntetlennel zárult találkozón szerezte meg.

## Statisztikák
2023. július 22. szerint
| Klub           | Szezon   | Osztály     | Bajnokság | Bajnokság | Kupa és Ligakupa | Kupa és Ligakupa | Nemzetközi | Nemzetközi | Összesen | Összesen |
| Klub           | Szezon   | Osztály     | Meccs     | Gól       | Meccs            | Gól              | Meccs      | Gól        | Meccs    | Gól      |
| -------------- | -------- | ----------- | --------- | --------- | ---------------- | ---------------- | ---------- | ---------- | -------- | -------- |
| Chrobry Głogów | 2021–22  | I Liga      | 34        | 5         | 1                | 0                | —          | —          | 35       | 5        |
| Chrobry Głogów | 2022–23  | I Liga      | 18        | 8         | 2                | 0                | —          | —          | 20       | 8        |
| Chrobry Głogów | Összesen | Összesen    | 52        | 13        | 3                | 0                | 0          | 0          | 55       | 13       |
| Cracovia       | 2022–23  | Ekstraklasa | 16        | 2         | 0                | 0                | —          | —          | 16       | 2        |
| Cracovia       | 2023–24  | Ekstraklasa | 1         | 0         | 0                | 0                | —          | —          | 1        | 0        |
| Cracovia       | Összesen | Összesen    | 17        | 2         | 0                | 0                | 0          | 0          | 17       | 2        |
| Összesen       | Összesen | Összesen    | 69        | 15        | 3                | 0                | 0          | 0          | 72       | 15       |